# 福光大火
福光大火（ふくみつたいか）は1979年（昭和54年）4月11日に富山県西礪波郡福光町（現：南砺市）で発生した大規模火災である。福光町では明治以来の大火となった。

## 概要
1979年4月11日15時47分頃、福光町547-1の瀬川製材所の2階付近から出火し同工場を全焼、その後近隣の日本抵抗器福光工場などの工場などにも延焼し、やがて小矢部川沿いの民家にも延焼範囲が拡大。当時この一帯は木造住宅が密集していたこともあり、大火となった。
当日は南西の風8 - 15メートルの医王山おろしの強風が吹いており、湿度も35%しかない春先のフェーン現象の状態であった。富山地方気象台は当日5時20分頃に異常乾燥注意報および火災気象通報を発令しており、福光町も9時に火災警報を出していた。
15時54分頃に最初の119番通報を受け、福光町消防署員が現場に出動し、15時56分頃に水利部所に到着して消火活動を開始した。地元の福光町消防本部を始め東礪波郡、西礪波郡、富山市、高岡市、射水郡、新湊市、氷見市、小矢部市、福岡町など周辺自治体から消防車が駆け付け消火にあたり、19時30分に火勢が鎮圧、20時過ぎに火災が下火になり、21時5分に鎮火した。延焼範囲の住民は現場から約400m風上の福光中部小学校に避難した。
この火災により、富山県は22時30分に災害救助法を適用することになった。福光町も、避難所や救護所を開設した他、450万円の災害救助対策費の支出を決めた。翌4月12日には、福光町長は富山県に自衛隊の派遣を要請した。

## 被害
- 負傷者：41人（いずれも軽傷）116戸[3][2]
- 焼損件数：全焼42世帯、半焼15世帯、計57世帯（116棟全半焼）[2][3]
- 焼損面積：14,214m2[2]
- 被害額：12億910万円[2]
- 罹災世帯：57世帯242人[2]

## 復興事業
1979年9月20日、被災区域の区画整理の修祓式が行われた。